# Brothera leana
Brothera leana är en bladmossart som beskrevs av C. Müller 1900. Brothera leana ingår i släktet Brothera och familjen Dicranaceae. Inga underarter finns listade i Catalogue of Life.